# Оэр, Майкл
Майкл Жером Оэр (англ. Michael Jerome Oher; род. 26 мая 1986, Мемфис, Теннесси) — американский игрок в американский футбол, игравший на позиции нападающего такла (НТ) за клубы НФЛ «Балтимор Рэйвенс», «Теннесси Тайтенс» и «Каролина Пэнтерс». В колледже играл за команду Миссисипского университета. Его жизнь в последние годы школы и первого года в колледже легла в основу книги Майкла Льюиса Blind Side: Evolution of a Game («Невидимая сторона: Эволюция игры») и была прославлена "оскароносным" фильмом 2009 года «Невидимая сторона». «Балтимор Рэйвенс» выбрали его в первом раунде драфта НФЛ в 2009 году.

## Ранние годы
Родился Майкл Жером Уильямс младший в Мемфисе штат Теннесси. Он был 12-м ребёнком, рождённым Дэнис Оэр (Denise Oher). Его мать употребляла алкоголь и наркотики, а его отец Майкл Жером Уильямс (Michael Jerome Williams) часто сидел в тюрьме. В детстве Майклу уделялось мало внимания. Он оставался на второй год в первом и втором классах, и обучался в 11 различных школах в течение 9 лет. Он чередовал жизнь в приёмных семьях и на улице. Биологический отец Майкла был убит в тюрьме, когда он учился в старших классах.
Оэр играл в футбол в течение первого года обучения в средней школе в Мемфисе. Это помогло ему поступить в христианскую школу Бриаркрест, куда ему помог устроиться Тони Хендерсон, автомеханик, у которого временно жил Оэр. Школьный футбольный тренер увидел в Оэре большой потенциал и представил его директору, который согласился взять его.
После футбольного сезона 2003 в Briarcrest во втором дивизионе Майкл был назван лучшим игроком передней линии года. По версии сайта Scout.com Оэр вошёл в пятерку лучших новичков. Всё это время Майкл жил в нескольких приёмных семьях. В 2004 году Лиэйнн и Шон Туи предложили Оэру жить с ними и в конце концов приняли его. Чтобы подтянуть его успеваемость, они наняли ему репетитора, который работал с ним 20 часов в неделю.
Оэр также играл в баскетбол, набирая в среднем по 22 очка и 10 подборов за игру, и помог выиграть чемпионат округа среди старшеклассников. Также он занял второе место по метанию диска среди старшеклассников.
Постоянные занятия с репетитором помогли Оэру повысить свой средний балл с 0,75 до 2,52, что позволило ему поступить в колледж на бюджетной основе.

## Карьера в колледже
Хотя Оэр получил предложение из Теннесси, Алабамы, Северной Каролины и др. он принял решение играть за Миссисипский университет — альма-матер своих приёмных родителей. Его решение играть за «Ол Мисс Ребелс» вызвало расследование в NCAA.
Первый вопрос был в том, что его средний балл (GPA) был все ещё низким для получения стипендии на момент поступления предложения от Ол Мисс. Это было исправлено, когда Оэр окончил онлайн-курсы Brigham Young университета.
Второй вопрос был в том, что родители Оэра имели тесные связи с Миссисипским университетом и то, что тренер по футболу в школе Оэра был нанят Ole Miss по истечении 21 дня после принятия решения Оэром играть за Миссисипский университет. Тем не менее NCAA постановил, что не видит нарушений в приглашении Майкла Оэра.
Награды в колледже:
- 2005 First Team Freshman All-American
- 2005 First Team All-Quad Freshman Chrome [AQFC] Tackle Letius
- 2005 First Team SEC All-Freshman
- 2006 Second Team All-SEC
- 2007 First Team All-SEC
- 2008 First Team All-American
- 2008 First Team All-SEC
- 2008 Shug Jordan Award as the Southeast Offensive Lineman of the Year
- 2008 Colonel Earl «Red» Blaik Leadership-Scholarship Award
- 2008 Outland Trophy finalist
- 2008 Conerly Trophy finalist
- 2008 Lombardi Award semifinalist
- 2008 SEC Jacobs Blocking Trophy

В 2009 году окончил колледж со степенью в области уголовного права.

## Профессиональная карьера

#### Драфт НФЛ 2009 года
На драфте НФЛ 2009 года Оэр был выбран 23 в первом раунде командой «Балтимор Рэйвенс». Приёмная семья Туи была с ним в этот день.

#### «Балтимор Рэйвенс»
26 апреля 2009 года он взял на футболку № 74, тот самый, который был у него в «Ол Мисс». 30 июля 2009 года он подписал пятилетний контракт с «Балтимор Рэйвенс» на сумму $13,8 миллионов.
В начале он играл на позиции правого такла, но позже был переведен на позицию левого такла после травмы Jared Gaither. В восьмой игре сезона он вернулся на позицию правого такла. Он выходил в стартовом составе в каждой игре в 2009 году. Оэр стал первым в голосовании NFL Offensive Rookie of the Year Award. В феврале 2013 года стал победителем Супербоула.

#### «Теннесси Тайтенс»
14 марта 2014 года Оэр подписал контракт с командой «Теннесси Тайтенс». В декабре 2014 переведён в резерв после травмы ноги.

## «Невидимая сторона»
Оэр стал темой книги Майкла Льюиса «Невидимая сторона: Эволюция игры». До этого появилась статья в The New York Times под названием «Баллада о Большом Майке». Часть книги была адаптирована для фильма Джона Ли Хэнкока. Он вышел в прокат в Америке 20 ноября 2009 года. Майкла Оэра играл Куинтон Аарон. Его родителей сыграли Сандра Буллок и Тим Макгроу. Фильм был номинирован на «Оскар» в категориях «Лучший фильм» и «Лучшая женская роль». Сандра Буллок стала лауреатом этой премии за исполнение роли Лиэйнн Туи. Кассовые сборы фильма составили более 300 миллионов долларов.

## Cудебный иск против приемных родителей
В августе 2023 года Оэр подал иск на семью Туи. Он обвинил приемных родителей в обогащении за его счет, утверждая, что Лиэйн и Шон Туи на самом деле никогда не усыновляли его, а вместо этого оформили опекунство, которое предоставило им законные полномочия заключать коммерческие сделки от его имени. В результате родители Майкла заработали на книге об истории Оэра и его приемной семьи,  и  на фильме "Невидимая сторона". По словам Майкла, он не получил никаких денег от фильма, тогда как супругам Туи и их двоим биологическим детям выплатили миллионы долларов.
В сентябре 2023 года судья штата Теннеси Шелби Кэтлин Гомес подписала постановление о прекращении опекунства родителей, но с несколькими нерешенными вопросами.
По сообщению Independent, в ноябре 2023 года Майклу Оэру по решению суда было выплачено более 138 000 долларов от доходов книги и фильма "Невидимая сторона".